# Voujeaucourt
Voujeaucourt è un comune francese di 3 496 abitanti situato nel dipartimento del Doubs nella regione della Borgogna-Franca Contea.

## Società

### Evoluzione demografica
Abitanti censiti

## Economia
Il Centro Tecnico di Belchamp del Groupe PSA si trova nel cuore della foresta di Voujeaucourt, a cinque chilometri dallo stabilimento di Sochaux. Il centro dispone di 17 piste di guida (32 chilometri in totale), per testare la resistenza e il comportamento dei veicoli in tutte le condizioni che si possono incontrare nella realtà: circuiti urbani, piste ghiacciate, piste africane, guadi, ecc. Sono inoltre disponibili attrezzature per i test e laboratori per convalidare le diverse fasi di sviluppo del veicolo. È sempre presso il Centro Tecnico di Belchamp che Groupe PSA testa la sicurezza attiva e passiva delle sue vetture, grazie in particolare a una catapulta lunga 240 metri.